# Museo Arqueológico de Tegea
El Museo Arqueológico de Tegea es uno de los museos de la región de Arcadia, en Grecia. Se encuentra en la localidad de Alea (distinta de otra Alea situada en Argólide). En el año 2016 presentó su candidatura al premio del museo europeo del año, donde fue uno de los finalistas y obtuvo una mención especial.

## Historia del museo
El edificio del museo fue construido en un terreno que había sido donado a la Sociedad Arqueológica de Atenas y fue inaugurado en 1909. Konstantinos Rhomaios fue quien diseñó la exposición permanente del museo. En 1935-36 el techo del museo sufrió un derrumbe y tuvo que ser reparado bajo la dirección de Markelos Mitsos. Una nueva fase de rehabilitación del museo tuvo lugar a partir de 1967-68, bajo la dirección de Angelos Delivorias y Dionysios Triantafyllidis. El museo sufrió un importante robo de algunas de sus piezas en 1992, entre ellas una cabeza de Télefo, obra original de Escopas, que permanece en paradero desconocido. Algunos de los objetos robados fueron recuperados en 1994 y 1998. Tras una fase de modernización que comenzó en 2005, el museo reabrió al público en 2014.

## Colecciones
El museo contiene una colección distribuida en cuatro salas interiores de exposición y otro espacio expositivo al aire libre. Está compuesta de objetos pertenecientes a épocas comprendidas entre la prehistoria y la época romana procedentes del área de la antigua ciudad de Tegea. 
Inicialmente presenta hallazgos de la época neolítica y de la Edad del Bronce procedentes de yacimientos de la zona para posteriormente exponer la evolución de la ciudad a partir del periodo geométrico temprano hasta la Antigüedad tardía en aspectos tales como la economía, la vida pública, las costumbres funerarias, las festividades, los edificios monumentales, y las prácticas de culto. 
En la colección destacan los restos procedentes del destacado templo de Atenea Alea y también los singulares hermas arcadios —representaciones abstractas de deidades que eran depositados como ofrendas en los santuarios.
|                                                   |
| Base de una semicolumna del templo de Atenea Alea |

|                                                                 |
| Estela del siglo IV a. C. procedente del templo de Atenea Alea. |

|                                                               |
| Sarcófago donde se representa a Aquiles persiguiendo a Héctor |

|                                                 |
| Cabeza de Asclepio del periodo imperial romano. |